# 馬廠戰鬥 (抗日戰爭)
馬廠戰鬥發生於1937年8月10日－9月11日，地點則是在中國冀東一帶。是抗日戰爭主要戰鬥之一，交戰一方為守軍之國民革命軍，另一方則為日軍。
此前，日军已在7月29日取得平津戰鬥胜利，攻占天津城。国军退守河北马厂。戰鬥末了，日軍攻佔馬廠一帶，11日國民革民軍放棄馬廠，向娘娘河撤退。